# زهرا گونش
زهرا گونش (انگلیسی: Zehra Güneş؛ زادهٔ ۷ ژوئیهٔ ۱۹۹۹) بازیکن والیبال اهل ترکیه است. او اکنون در تیم واکیف‌بانک استانبول بازی می‌کند.

## افتخارات

### تیم باشگاهی
- مسابقات قهرمانی باشگاه‌های جهان والیبال زنان ۲۰۱۷ - مدال طلا
- جام والیبال زنان ترکیه ۲۰۱۸ - جام طلا
- لیگ والیبال زنان ترکیه ۲۰۱۷–۱۸ - مدال طلا
- لیگ قهرمانان والیبال زنان اروپا ۲۰۱۷–۱۸ - مدال طلا
- مسابقات قهرمانی باشگاه‌های والیبال جهان ۲۰۱۸ - مدال طلا
- مسابقات قهرمانی باشگاه‌های والیبال جهان ۲۰۱۹ - مدال برنز
- سوپرکاپ والیبال زنان ترکیه ۲۰۲۰ - جام نقره
- لیگ قهرمانان والیبال زنان اروپا ۲۰۲۰–۲۱ - مدال نقره
- مسابقات قهرمانی باشگاه‌های والیبال جهان ۲۰۲۱ - مدال طلا

### تیم ملی
- مسابقات زیر ۲۳ سال قهرمانی جهان ۲۰۱۷ - مدال طلا
- لیگ ملت‌های والیبال زنان ۲۰۱۸ - مدال نقره
- مسابقات والیبال قهرمانی زنان اروپا ۲۰۱۹ - مدال نقره
- لیگ ملت‌های والیبال زنان ۲۰۲۱ - مدال برنز
- مسابقات والیبال قهرمانی زنان اروپا ۲۰۲۱ - مدال برنز

### فردی
بهترین مدافع وسط
- مسابقات قهرمانی جهانی زیر ۱۸ سال والیبال زنان ۲۰۱۵
- مسابقات قهرمانی جهانی زیر ۲۰ سال والیبال زنان ۲۰۱۷
- مسابقات قهرمانی باشگاه‌های زنان جهان ۲۰۱۹
- مسابقات قهرمانی باشگاه‌های زنان جهان ۲۰۲۱

جایزه ویژه وستل:
لیگ والیبال زنان ترکیه ۲۰۱۷–۲۰۱۸